# توسعه‌دهندگان گوگل
توسعه‌دهندگان گوگل (Google Developers) (گوگل کد سابق) سایتی است که توسط گوگل برای ارائه ابزارهای توسعه نرم‌افزار، رابط‌های برنامه‌نویسی کاربردی (API)، و منابع فنی تولید شده. این سایت شامل اسناد مربوط به استفاده از ابزار توسعه‌دهندگان گوگل و API از جمله گروه‌های بحث و وبلاگ‌ها برای توسعه‌دهندگان با استفاده از محصولات توسعه‌دهنده گوگل است.